# Gmina Jistebná
Gmina Jistebná (polsky Gmina Istebna) je gmina v jižním Polsku ve Slezském vojvodství v okrese Těšín u polsko-česko-slovenských hranic. Skládá se ze tří starostenství:
- Jistebná (Istebna) – 5 105 obyvatel, rozloha 47,41 km²
- Javořinka (Jaworzynka) – 3 230 obyvatel, rozloha 22,15 km²
- Koňákov (Koniaków) – 3 664 obyvatel, rozloha 14,69 km²

Dohromady má celá gmina rozlohu 84,25 km² (11,54 % území okresu) – z čehož 56 % zaujímají horské lesy a 39 % zemědělská půda – a žilo v ní k 31. prosinci 2015 11 999 obyvatel.
Sousedí s městem Visla na severu, s gminou Milówka v polském okrese Żywiec na východě, se slovenskými obcemi Čierne a Skalité na jihu a s českými obcemi Bukovec a Hrčava na západě.
Gmina leží na území Těšínského Slezska a je obklopena vrcholy Slezských Beskyd a Jablunkovského mezihoří.
Populárním označením území gminy, zejmená v turistickém kontextu, je Beskydská trojves (Trójwieś Beskidzka). Jedná se o typickou horskou oblast, jejímž hlavním zdrojem příjmů je turistika. K největším turistickým atrakcím patří polsko-česko-slovenské trojmezí Javořinka–Hrčava–Čierne, výhlidka na Ochodzité v Koňákově, a také lyžařská střediska na Ochodzité a Zlatém Grůni v Jistebné. Trojves je proslulá svým foklorem, včetně koňakovské krajkářské tradice a goralského nářečí.